# Велике Бриснице
Велике Бриснице су насељено мјесто у саставу града Сења у Личко-сењској жупанији, Република Хрватска.

## Географија
Налазе се око 30 км јужно од Сења.

## Становништво
На попису становништва из 2011. године насеље није имало становника.

## Попис1991.
На попису становништва 1991. године, Велике Бриснице су имале 1 становника, сљедећег националног састава:
| Попис 1991.‍ | Попис 1991.‍ | Попис 1991.‍ | Попис 1991.‍ | Попис 1991.‍ |
| ----------- | ----------- | ----------- | ----------- | ----------- |
|             |             |             |             |             |
| Хрвати      | Хрвати      |             | 1           | 100%        |
| укупно: 1   |             |             |             |             |